# Japan Open Tennis Championships 1994
Il Japan Open Tennis Championships 1994 è stato un torneo di tennis giocato sul cemento.
È stata la 22ª edizione del Japan Open Tennis Championships, che fa parte della categoria Championship Series nell'ambito dell'ATP Tour 1994 
e della Tier III nell'ambito del WTA Tour 1994.
Sia il torneo maschile che quello femminile si sono giocati all'Ariake Coliseum di Tokyo in Giappone, 
dal 4 all'11 aprile 1994.

## Campioni

### Singolare maschile
Pete Sampras ha battuto in finale  Michael Chang con il punteggio di 6–4, 6–2

### Doppio maschile
Henrik Holm /  Anders Järryd hanno battuto in finale  Sébastien Lareau /  Patrick McEnroe con il punteggio di 6–4, 6–2

### Singolare femminile
Kimiko Date ha battuto in finale  Amy Frazier con il punteggio di 7–5, 6–0

### Doppio femminile
Mami Donoshiro /  Ai Sugiyama hanno battuto in finale  Yayuk Basuki /  Nana Miyagi con il punteggio di 6–4, 6–1